# Közönséges medvetalp
A közönséges medvetalp (Heracleum sphondylium), melyet fehérvirágú medvetalpnak, illetve röviden medvetalpnak is neveznek (számos népi megnevezése is van, így például gyimesi nevei szarvasfű és kecskekapor), a zellerfélék (Apiaceae) családjába és a lágyszárúak csoportjába tartozó növényfaj. Eurázsiában őshonos, Európa és Ázsia mérsékelt övi területein és Magyarországon is általánosan elterjedt. Nyirkos réteken, erdőszéleken, magaskórós társulásokban fordul elő. Szociális magatartás-típusát tekintve a generalisták közé tartozik, azaz több különböző termőhelyen és növénytársulásban megél, de az antropogén zavarást rosszul tűri.

## Jellemzői

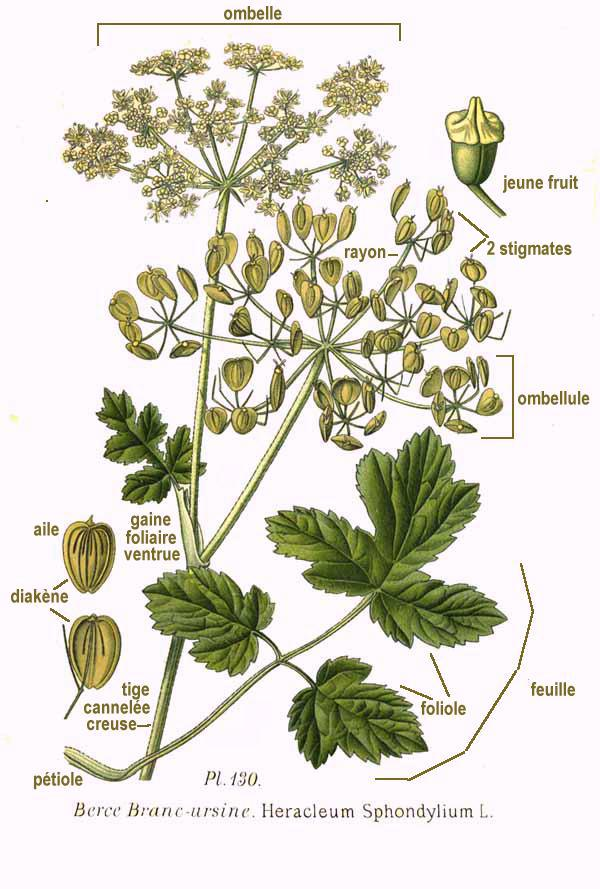
A közönséges medvetalp botanikai rajza

0,5–2 méter magasra megnövő évelő növény. Igen alakgazdag faj. Szára szőrös, mélyen barázdált. Szórt, sötétzöld, általában szárnyas levelei felfújt hüvelyű nyéllel csatlakoznak a szárhoz, a levélkék szabálytalanul fogazottak, karéjosak, fűrészelt szélűek.
Június–október között virágzik. Piszkosfehér, kellemetlen szagú ernyős virágzata 7–25 sugarú, a gallér gyakran hiányzik, számos gallérkalevél látható. Termései 6–10 mm hosszúságú, lapos és kopasz ikerlependékek.

## Hatóanyagai
Illóolajokat a termésében 0,3-3%-ot, levelében kevesebbet és furokumarinokat (pimpinellin, bergaptén, xantotoxin), hidroxi-kumarinokat, poliineket tartalmaz.

## Felhasználása
A kifejlett növény nedvei, némely alfaj leveleinek furokumarin-tartalma miatt bőrgyulladást okozhatnak.
Lovaknál a központi idegrendszer izgalmát okozza az alpesi medvetalp (Heracleum sphondylium subsp. alpinum) nevű alfaj, ezért azok szénájában kerülendő takarmánynövény. Az állatok emésztőrendszerére és vizeletkiválasztó rendszerére is hat. Szarvasmarhánál bőrgyulladást okozhat.
Orvosi ellenőrzés mellett – megfelelő adagban és formában – fotodinámiás hatású vitiligo kezelésében. A homeopátia a faggyúmirigy-túlműködés ellen adja. A népi gyógyászat egykor köhögés, megfázás, fekélyek, emésztési panaszok ellen alkalmazta. Közvetlen a virágzás előtt, vagy a virágzáskor szedett s szárított leveleknek barnás-zöldes színe és fanyar íze van; erősítő, összehúzó és oldó hatású, főzetét ezért vese- és hólyagbajoknál, kövéredésnél és erősen gyengítő havibajnál használtak egy napra 10—20 grammot, 2 deci vízben erősen főzve. Külsőleg a leveleket sebek tisztítására, borogatásképpen alkalmazták, gyökereit pedig gyomorbántalmaknál, epilepsziás tüneteknél.
Tavaszi, fiatal, húsos leveléből (még virágzás előtt szedve) általában ázsiai országokban zellerre emlékeztető ízű levest vagy főzeléket készítenek, illetve élelmiszer-adalékként használják. Franciaországban a Heracleum sphondylium L. subsp. ternatum alfajtát a likőriparban alkalmazzák.

## Alfajai
Az alábbi lista a The Plant List adatbázisában érvényesnek jelölt nevek, illetve a Magyarországon elfogadottnak tekintett nevek alapján készült.
- Heracleum sphondylium var. akasimontanum (Koidz.) H.Ohba
- Heracleum sphondylium subsp. algeriense (Coss. ex Batt. et Trab.) Dobignard
- Heracleum sphondylium subsp. alpinum (L.) Bonnier et Layens – alpesi medvetalp, havasi medvetalp[1]
- Heracleum sphondylium subsp. aurasicum (Maire) Dobignard
- Heracleum sphondylium subsp. chloranthum – sárgászöld medvetalp[1]
- Heracleum sphondylium subsp. embergeri Maire
- Heracleum sphondylium subsp. granatense (Boiss.) Briq.
- Heracleum sphondylium subsp. montanum (Schleich. ex Gaudin) Briq. (syn.: Heracleum montanum, Heracleum sphondylium subsp. elegans) – hegyi medvetalp, kecses medvetalp[1]
- Heracleum sphondylium subsp. nipponicum (Kitag.) H.Ohba
- Heracleum sphondylium subsp. orsinii (Guss.) H.Neumayer
- Heracleum sphondylium subsp. pyrenaicum (Lam.) Bonnier et Layens (syn.: Heracleum pyrenaicum) – pireneusi medvetalp[1]
- Heracleum sphondylium subsp. sibiricum (L.) Simonk. (syn.: Heracleum sibiricum, Heracleum sphondylium subsp. flavescens  – zöldes medvetalp[1]
- Heracleum sphondylium subsp. sphondylium – közönséges medvetalp[1]
- Heracleum sphondylium subsp. suaveolens (Litard. et Maire) Dobignard
- Heracleum sphondylium subsp. ternatum (Velen.) Brummitt
- Heracleum sphondylium subsp. trachycarpum – serteszőrű medvetalp[1]
- Heracleum sphondylium subsp. transsilvanicum (Schur) Brummitt (syn.: Heracleum transsilvanicum, Heracleum palmatum) – erdélyi medvetalp[1]
- Heracleum sphondylium subsp. trifoliolatum (Blanch.) Kerguélen
- Heracleum sphondylium subsp. tsaurugisanense (Honda) H.Ohba
- Heracleum sphondylium subsp. verticillatum (Pančić) Brummitt

## Hasonló fajok
- Kaukázusi medvetalp
- Erdei angyalgyökér
- Foltos bürök